# Saint-Flavy
Saint-Flavy är en kommun i departementet Aube i regionen Grand Est (tidigare regionen Champagne-Ardenne) i nordöstra Frankrike. Kommunen ligger  i kantonen Marcilly-le-Hayer som ligger i arrondissementet Nogent-sur-Seine. År 2022 hade Saint-Flavy 297 invånare.

## Befolkningsutveckling
Antalet invånare i kommunen Saint-Flavy
Referens: INSEE

## Galleri

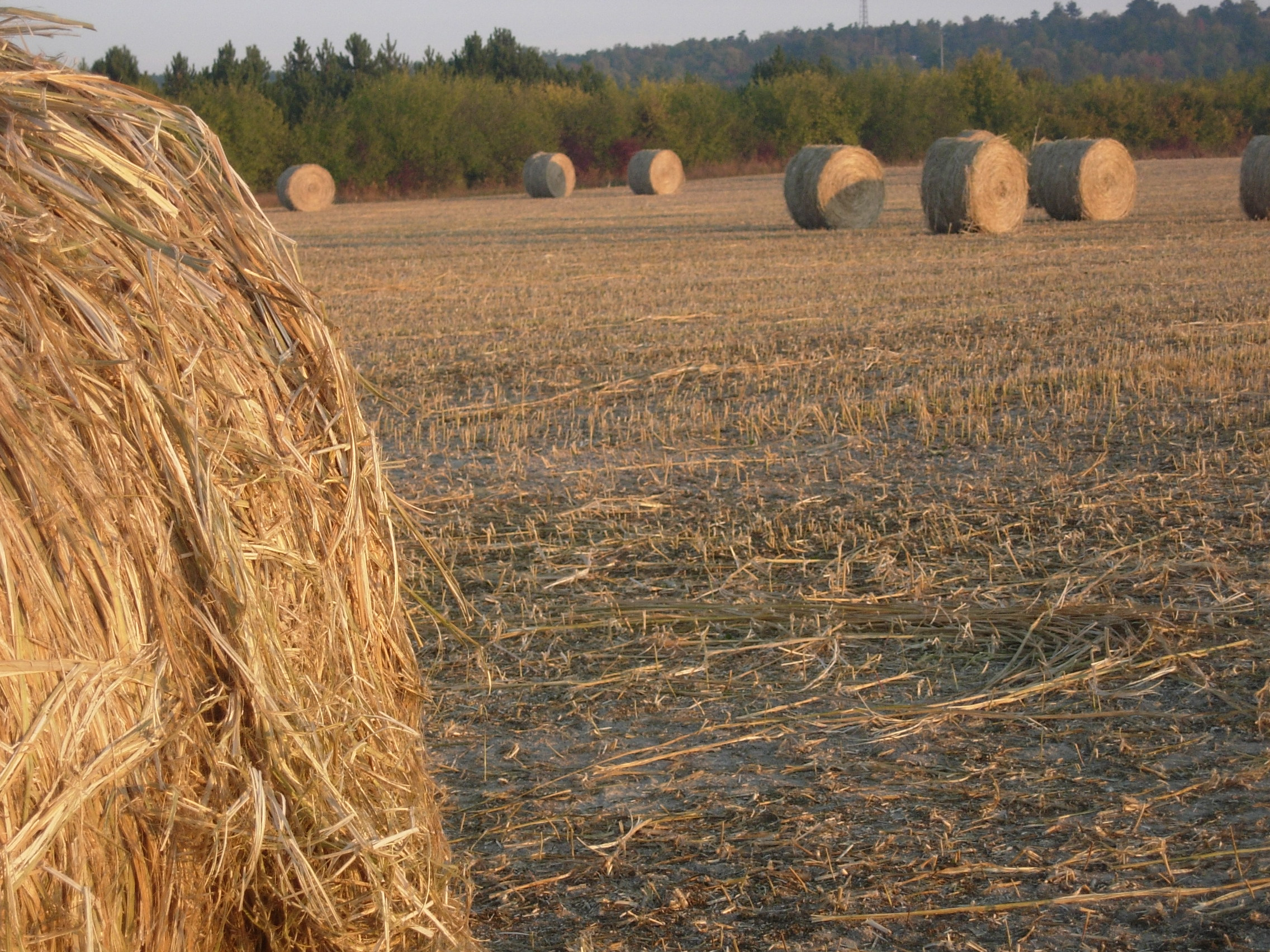
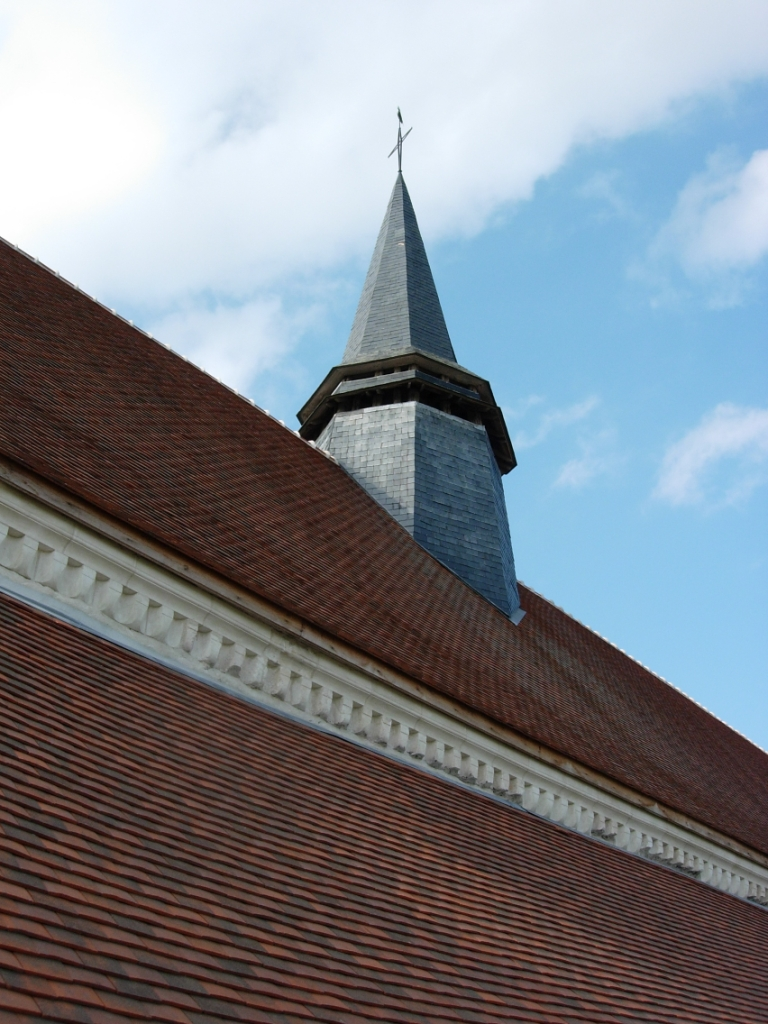
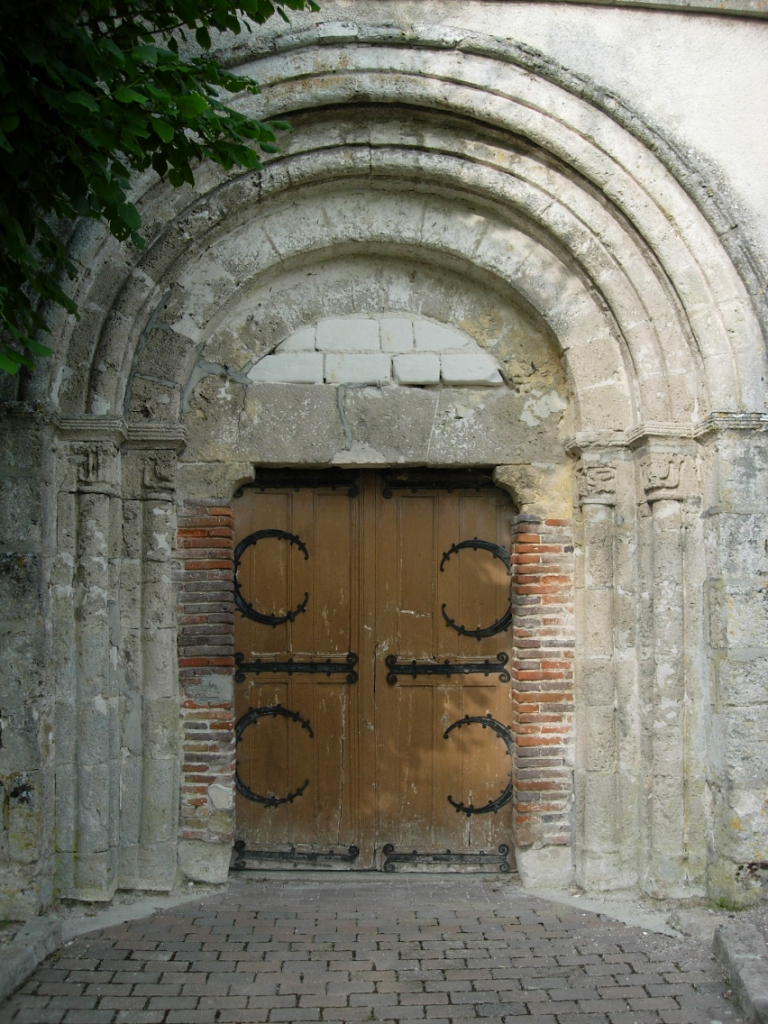
Saint-Flavy
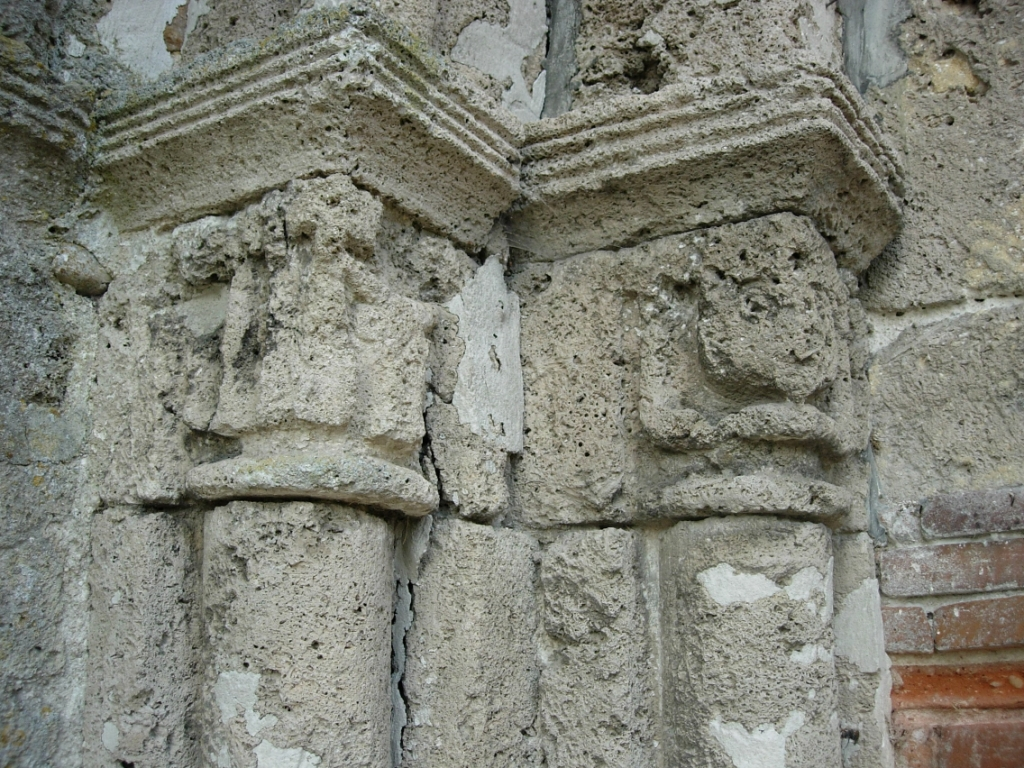
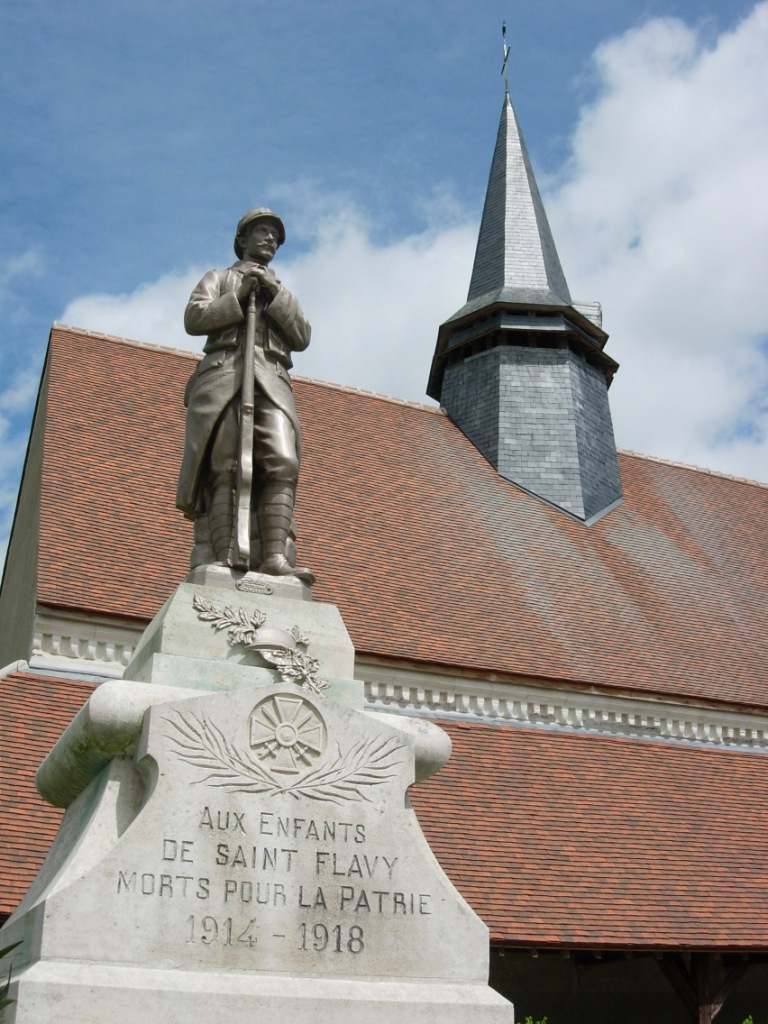
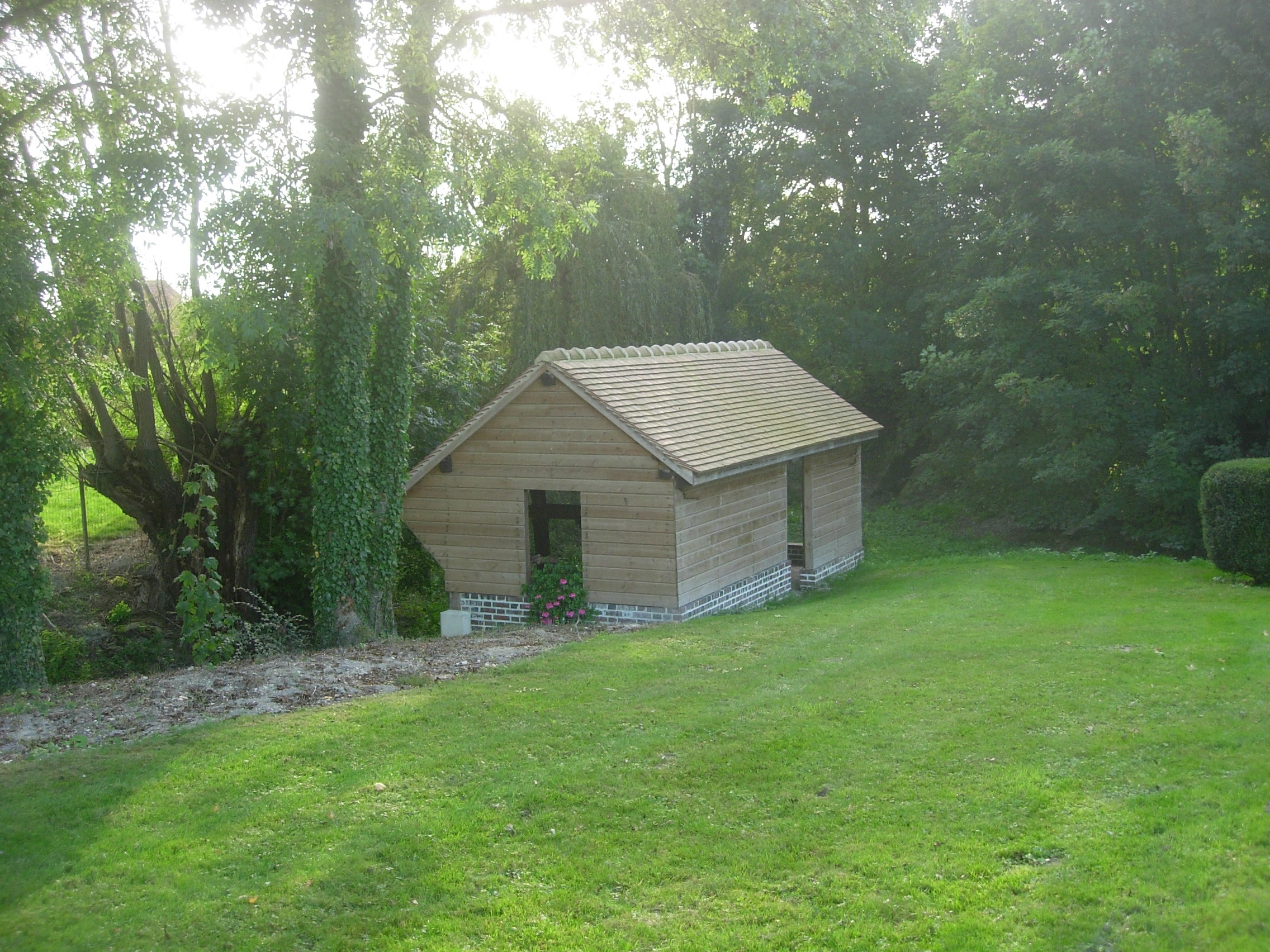